# 脏辫

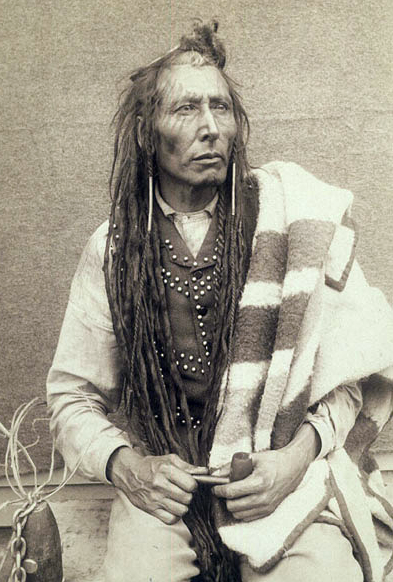
留著雷鬼辮的克里族酋長Pitikwahanapiwiyin，拍攝於1885年

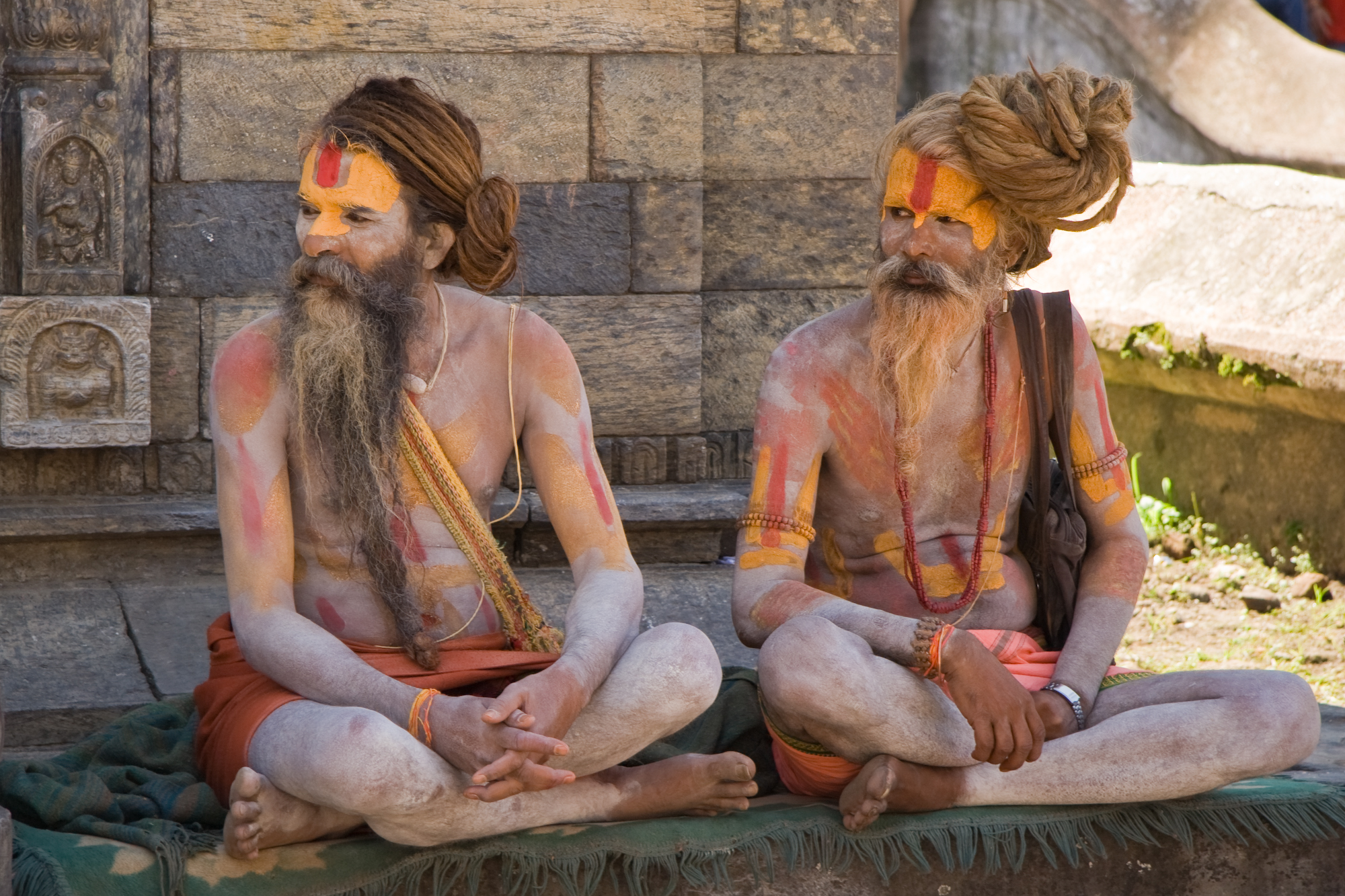
兩個印度的苦行僧，留著傳統的雷鬼辮髮型

雷鬼頭（Dreadlocks），又稱長髮綹、脏辫、麻繩辮，是一種將頭髮像麻花繩子一樣纏绕而出的髮型，在人類處於古典時代的時候是地球上常見的髮型之一，遍佈亞洲、歐洲、非洲和美洲，與之類似的髮型也在澳洲、印度、西藏等地流行，但現代社會主要是黑人族裔為最具有代表性的使用者，且成為了雷鬼音樂文化的象徵。

## 起源

### 考古發現

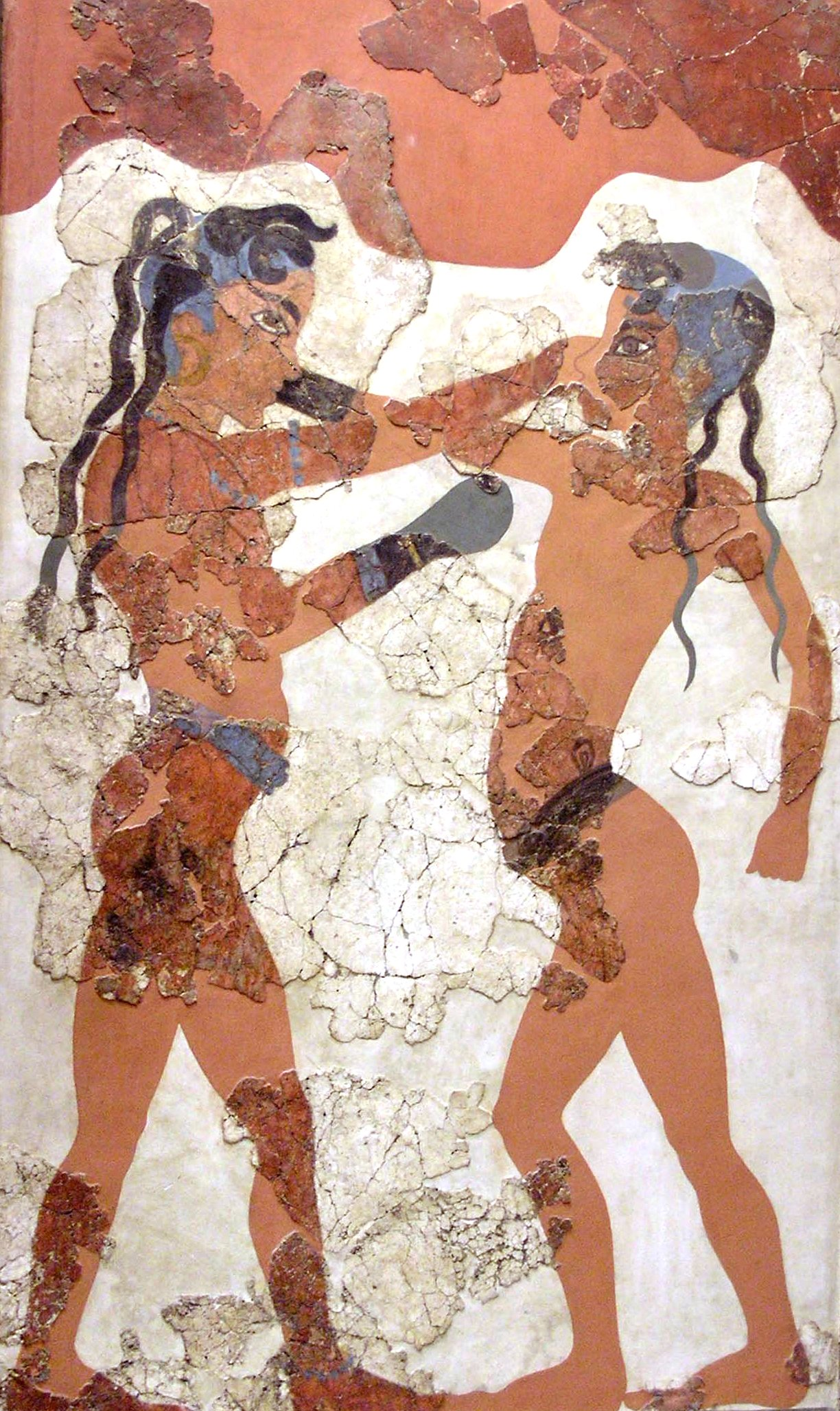
古希臘聖托里尼島上的壁畫，描繪這文物中最古老的髒辮，圖為兩個留髒辮拳擊手的搏鬥

目前最早的長髮綹記錄實在公元前的1600～1500年，在阿克羅蒂里（現代希臘聖托里尼島）的壁畫上發現的，兩名留著長髮綹的年青希臘人拳擊手正在互相搏鬥，這是人類歷史上最早的長髮綹圖像記錄。
在古埃及的淺浮雕、彫像和埃及柱子上都繪有曾出現過埃及人留著長髮綹，但是他們和現在黑人所使用的的髮型不同，呈現半月狀，並且是高階級的象徵。埃及的考古遺址還發現了大量帶有長髮綹的埃木乃伊，甚至是作為殉葬品的長髮綹假髮。
在青銅器和鐵器時代，許多生活在近東、安納托利亞、高加索、地中海和北非的民族，如蘇美爾人、埃蘭人、腓尼基人和羅馬人，在藝術作品中有帶著長髮綹髮型的人物，他們的髮型長度差距極大，但均為黑色及深棕色系，大多數時候會配合鬍鬚。然而，這些長髮綹依然和現代黑人的款式不同，它們擁有豐富的本民族特色。

### 詞源
目前“長髮綹”一詞的英文“Dreadlocks”的來歷尚不清楚。
既使長髮綹在人類歷史的早期就已經出現，但是全球對這個髮型都有各自的叫法，在英文的“Dreadlocks”出現前並未形成一個統一的稱呼。根據美國專欄作家Matt Sailor & Yves Jeffcoat在《Dreadlocks in History - How Dreadlocks Work》一書中的說法，Dread指的是英國殖民者對茅茅起義中原住民戰士的稱呼，dread的原意就是忌憚、害怕、恐懼、顧慮的意思，因為英國士兵在茅茅起義中對這種髮型產生了害怕，久而久之，英國人就把原本用來形容這個人種的“dread”當作是他們的髮型。

## 歷史

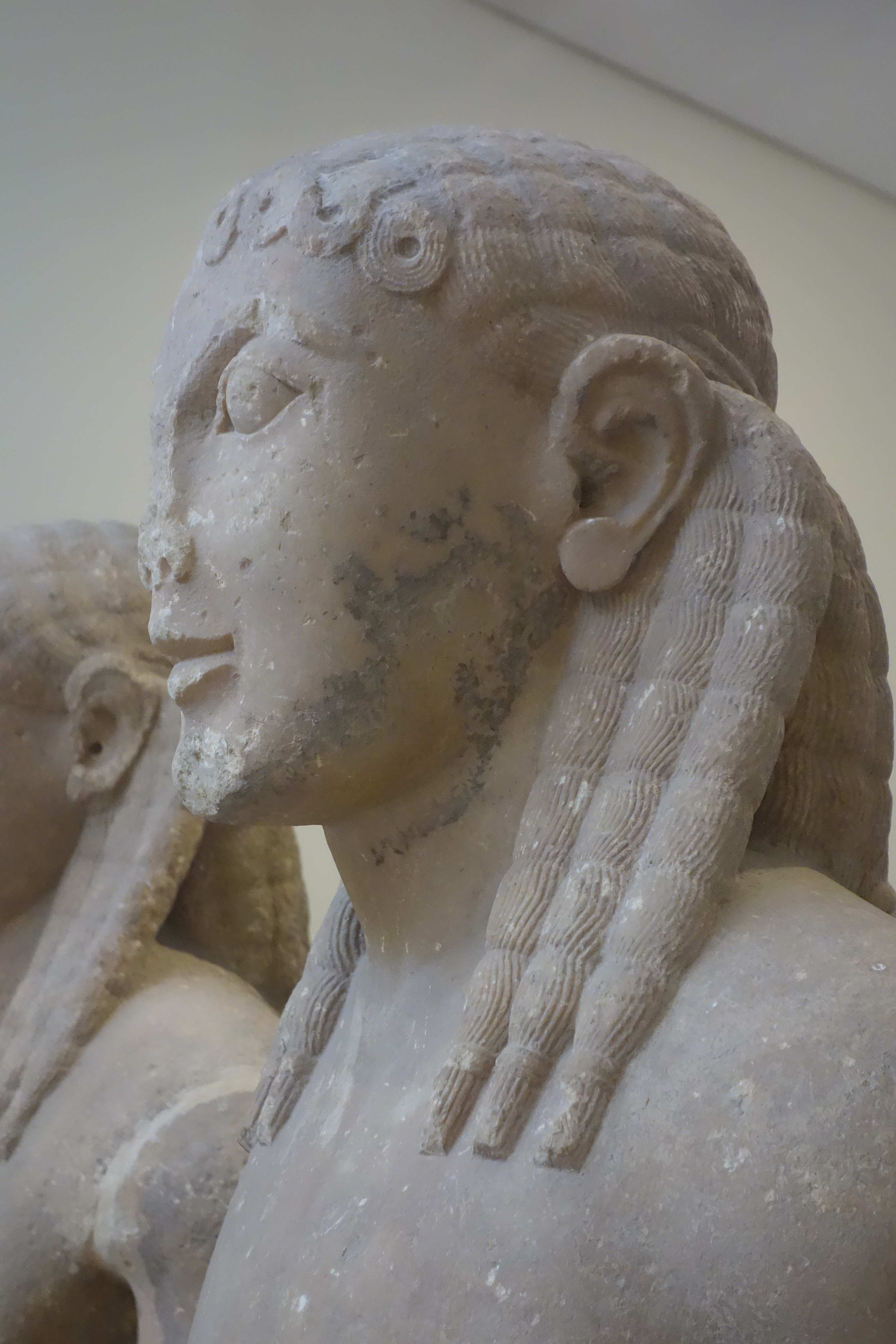
在約公元前615～485年，超過一半的倖存古希臘kouroi雕塑都留著雷鬼辮。在古希臘，斯巴達城邦的人喜歡使用長髮綹的頻率比其它城邦要高。

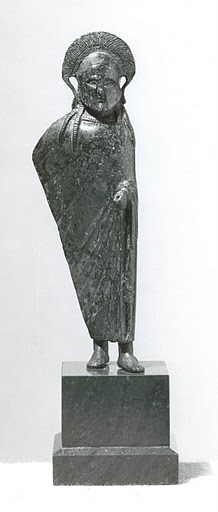
一位留著雷鬼辮的斯巴達軍官

在古希臘，各個時期的kouros彫塑都有描繪梳著雷鬼辮的男人。
中東和地中海的古代基督教徒也喜歡使用雷鬼辮，尤其以基督教的苦行者為多 ，他們排斥天主教會的禿頭式髮型，認為髒辮更加貼近純淨的修行。此種風潮還影響到了伊斯蘭教的“托缽僧”，並成為中東地區乞討僧侶的一種固定髮型。等都穿著這種款式。根據James the Just的描述，他作為耶路撒冷的第一任紅衣主教，他在對天主教廷寫信時提到，他看到大量梳著雷鬼辮的人在耶穌撒冷遊蕩。
在中南美洲，《阿茲特克抄本》中描述了前哥倫佈時期的雷鬼辮文化，阿茲特克的祭司普遍使用雷鬼辮，他們的頭髮長度未被觸及肩膀，是一種很短的雷鬼辮，並以捲曲為美。西班牙征服者Bernal Diaz del Castillo記載道：“這裡有穿著黑色長袍的祭司……這些祭司的頭髮很長，互相打結，而且怎麼也無法分開，他們中的大多數人的耳朵都被這種髮型磨平了。在祭祀的最高潮時，祭司的頭髮上還沾滿了獻祭者的鮮血。”
在塞內加爾，Baye Fall 是《Mouride運動》的忠實追隨者，所謂Mouride運動是公元1887年由謝赫·阿馬杜·班巴·姆巴克 ( Shaykh Aamadu Bàmba Mbàkke ) 創立的伊斯蘭教蘇菲派運動，他們以塞內加爾為中心，以留雷鬼辮和身穿五顏六色的長袍而聞名。Mouride兄弟會學校的創始人Cheikh Ibra Fall認為這種髮型增添了本教派的神秘色彩，從而使這種風格得到了推廣。
幾個世紀以來，毛里塔尼亞的富拉尼人、沃洛夫人和塞雷爾人，以及馬里的曼丁卡人都以佩戴玉米穗的雷鬼辮而聞名，在這些文化中，只有被稱為勇士的人才能使用雷鬼辮，其餘人則不可使用這種髮型。他們年青就梳長辮子，年老時就梳短辮子。
拉里沃爾夫在他的書“發明東歐：啟蒙思想中的文明地圖”中提到：“在波蘭，大約一千年來，有些人留著類似於一些斯基泰人的打結髮型。”Zygmunt Gloger在他的Encyklopedia staropolska中提到，波蘭辮子( plica polonica ) 髮型在 19 世紀初被平斯克地區和馬佐夫捨地區的一些人使用。波蘭辮子可以在一個大辮子和類似於長發綹的多個辮子之間變化。
甚至在《聖經》中，一些拉斯特法裡教徒也使用雷鬼辮，他們認為它們代表聖經中的髮型，作為虔誠基督徒奉獻的象徵，如《民數記 6:1-21》中所述。

## 不同文化中的設計

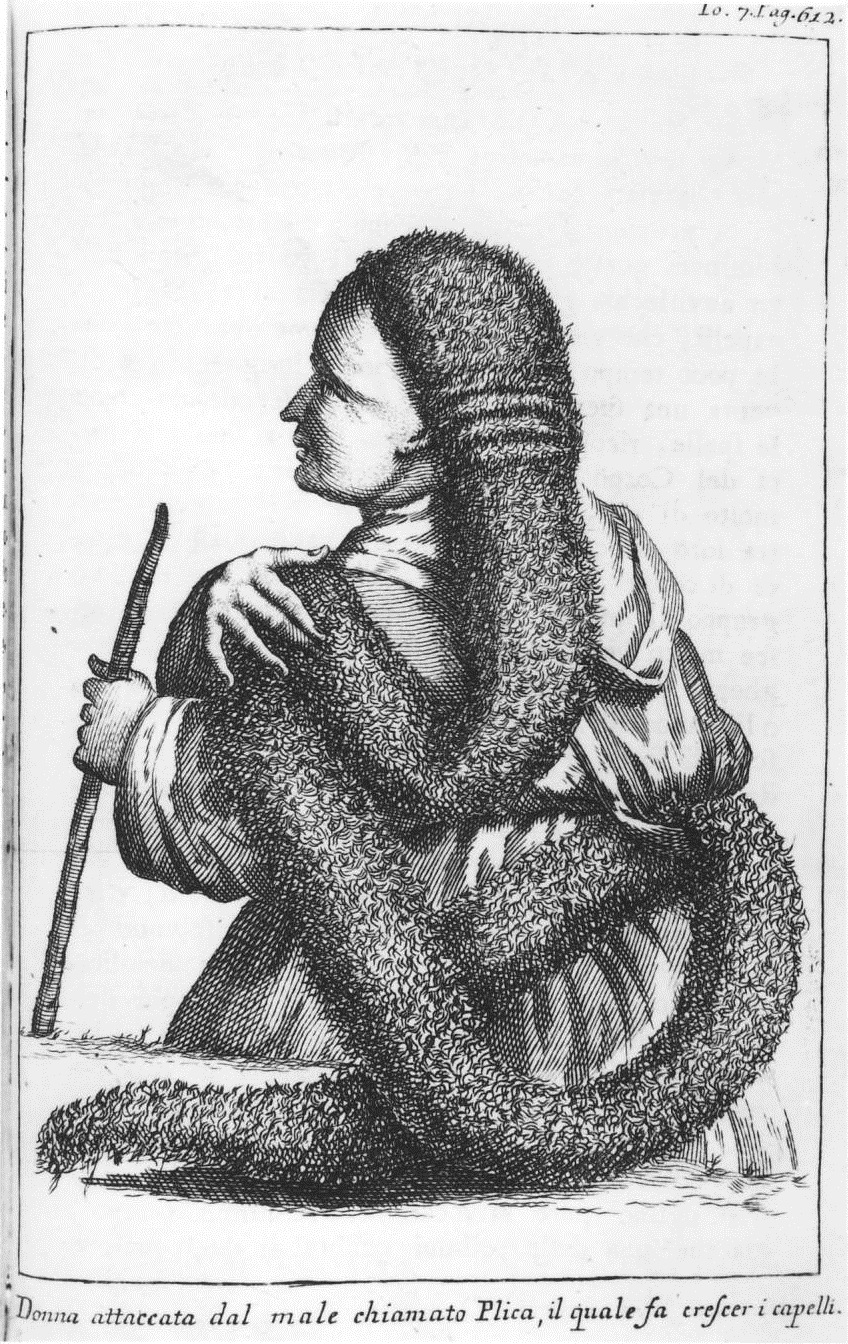
波蘭人的雷鬼辮, 1734～1766年

在地球的几乎每種文化中，都可以出於各種原因而使用雷鬼辮。關於它們的使用方式也千奇百怪，甚至可以衍生出文化挪用之辯論。

### 非洲
非洲人使用雷鬼辮的歷史已久，例如馬賽戰士會用染髮劑做又細又長的紅色長髮綹，而他們的染髮劑是用甜菜根、紅赭石染成的。
在尼日利亞，長髮綹因與幫派和犯罪活動有關，那裡的罪犯喜歡梳這種髮型來進行威脅，所以有著負面的有刻板印象，留雷鬼辮的男人很容易被尼日利亞警方的特別追查。

### 澳大利亞
澳大利亞西北部、中北部、東北部等黃金海岸地區的一些澳洲原住民，他們在歷史上的很長一段時間內都留著雷鬼辮。他們的款式是完全或部分遮住額頭的，並且一定要配合長鬍鬚。傳統上，這些人的髒辮並沒有什麼社會階級，他們只是覺得好看才梳的；另一些人，尤其是原住民婦女，則把辮子像髮髻一樣纏包在頭上，或綁在腦後，再用海螺製成的髮夾固定住。而在澳大利亞的中北部，和其他地區的原住民完全不同，他們的傳統是用動物的脂肪塗在長髮綹塗上，並且抹上紅赭石，讓頭髮黏住並且發出紅色，這和非洲人的禮儀有著相似之處。

### 佛教
在藏傳佛教和其他更深奧的佛教形式中，雷鬼辮會代替傳統的剃光頭，成為“在家居士”的象徵。這些群體中最知名的被稱為西藏的Ngagpas。對於這些特定教派和灌頂級別的佛教徒來說，他們鎖鏈狀的雷鬼辮不僅是他們誓言的象徵，也是他們發誓要擁有的佛性開悟力量。西藏人認為，《Hevajra Tantra》的1.4.15中明確指出了，在任何佛教儀式中都必須仔細清洗自己的長髮，他們認為清晰雷鬼辮也是修行的一部份。

### 印度教
Jaṭā 是梵語中“雷鬼辮”的發音，雷鬼辮的梳理方法在現代印度教中是修行的重要一環。最著名的是追隨希瓦的薩杜斯。Kapalikas ，在公元6 世紀首次被普遍引用，眾所周知佩戴雷鬼辮是印度教信徒模仿濕婆神的一類“似形”儀式，透過接近神明的外在來達到“獲取神性能量”的目的，因此印度的濕婆彫像經常被做成典型長髮綹的樣子。

### 拉斯塔法里運動
在依索比亞，髒辮是“猶大獅子”的象徵，因為這個髮型類似於獅子的鬃毛，這種髮型甚至還畫進了埃塞俄比亞的國旗中。埃塞俄比亞的基督教——拉斯塔法裡派認為：梳著雷鬼辮的海爾塞拉西是所羅門王和示巴女王的直系後裔，通過他們的兒子孟尼利克一世把這這種髮型傳承至今，他們的雷鬼辮靈感來自《聖經》中的拿撒勒人。
海爾·塞拉西於1930年加冕為埃塞俄比亞皇帝。許多牙買加的拉斯塔法裡教徒聲稱，塞拉西的加冕禮證明他就是他們認為在《啟示錄》中預言的“黑人救世主”。一些街頭傳教士，如倫納德·豪厄爾、阿奇博爾德·鄧克利、羅伯特·欣茲和約瑟夫·希伯特也認為“非州埃塞俄比亞的海爾·塞拉西是歸來的耶穌”。在1930年代的大蕭條時期，拉斯塔法裡教的信息從金斯敦傳播到牙買加其他地區，尤其是在貧困社區中。
在後來的拉斯塔法裡運動中，雷鬼辮的培養在志同道合的人之間建立了更緊密的聯繫，這讓加勒比海的黑人和美國的黑人社群更加團結。

### 運動比賽
在職業美式足球中，自從艾爾·哈里斯 ( Al Harris)和瑞奇·威廉姆斯 (Ricky Williams ) 在 1990 年代首次留著長發綹以來，留著長髮綹的球員數量一直在增加。2012 年，大約有 180 名國家橄欖球聯盟球員留著辮子。這些球員中有相當一部分是防守型後衛，與進攻型球員相比，他們被剷球的可能性更小。
在NBA中，布魯克林籃網隊後衛林書豪一直存在爭議，林書豪是一位亞裔美國人，他對辮子的選擇引起了輕微的爭議。前NBA球員肯揚·馬丁在一篇社交媒體帖子中指責林挪用了非裔美國人的文化，之後林指出馬丁身上有多個漢字紋身。

### 美國
2019年7月3日，加利福尼亞州成為美國第一個“禁止歧視自然雷鬼辮”的州。州長加文·紐瑟姆 ( Gavin Newsom)簽署了《皇冠法案》( CROWN Act )，規定加州的雇主和學校必須明確寫明“禁止歧視雷鬼辮”，包括不准使用任何髒字去形容麥穗型、爆炸型、連鎖型、麻花型的辮子，以及接近雷鬼辮的髮型。
同樣，2019年晚些時候，《議會法案07797》成為紐約州的法律，它也是“禁止基於自然頭髮或髮型的種族歧視”，內容和加州幾乎一樣。

## 外部連結
- THE AFRICAN PRESENCE IN INDIA: A PHOTO ESSAY （页面存档备份，存于）
- Guardian article （页面存档备份，存于）